# Rolf Dieckmann
Rolf Dieckmann (* 15. Februar 1947 in Schleswig-Holstein) ist ein deutscher Journalist, Cartoonist, Satiriker und Schriftsteller.

## Leben
Dieckmann besuchte bis 1966 die Rudolf Steiner Schule an der Elbchaussee in Hamburg-Nienstedten. Danach war er als Journalist für verschiedene Blätter tätig und übernahm 1991 das Ressort Humor & Satire mit den „Luftblasen“ beim Stern. 2014 waren seine Werke Gegenstand der Ausstellung Finden Sie das etwa komisch? in Hamburg. 2017 war Dieckmann Jurymitglied beim Deutschen Cartoonpreis.
Seit 1996 ist er in Hamburg und im Wendland als freier Autor tätig. Außerdem war er bis 2002 Mitgesellschafter der Filmproduktion Neue Impuls Film (Engel und Joe) sowie bis 2000 Mitinhaber der Galerie Kramer in der Hamburger Speicherstadt. Dieckmann veröffentlichte mehrere Bücher, darunter sechs Krimis.

## Publikationen (Auswahl)
- Bonnbons. Prominenten in den Mund geschoben. Lappan Verlag, Oldenburg 1998. ISBN 978-3-89082-814-5 (Hörbuch bei Audible, Berlin 2010)
- mit Jürgen Rieckhoff: Überleben im Büro. Lappan Verlag, Oldenburg 1999. ISBN 978-3-8303-3204-6
- mit Jürgen Rieckhoff: Überleben in der Ehe. Lappan Verlag, Oldenburg 2001. ISBN 978-3-8303-3011-0
- mit Peter Butschkow: Überleben nach der Trennung. Lappan Verlag, Oldenburg 2002. ISBN 978-3-8303-3034-9
- Die Toskana-Verschwörung. Bastei Lübbe, 2010. ISBN 978-3-404-16374-8 (BILD-Bestseller; Reader’s Digest Auswahlbuch 298b 6/2011)
- Das Geheimnis der Totenstadt. Bastei Lübbe, 2012. ISBN 978-3-404-16623-7 (BILD-Bestseller)
- Rolf Dieckmann (Hrsg.); Antje Haubner (Hrsg.): Zu spät! Schwarzer Humor in Bildern. Carlsen Verlag, Hamburg 2013. ISBN 978-3-551-68198-0
- Rolf Dieckmann (Hrsg.); Antje Haubner (Hrsg.): Verboten! Schwarzer Humor in Bildern. Carlsen Verlag, Hamburg 2014. ISBN 978-3-551-68200-0
- Rolf Dieckmann (Hrsg.); Antje Haubner (Hrsg.): Hoffentlich sieht das keiner! Schwarzer Humor in Bildern. Carlsen Verlag, Hamburg 2015. ISBN 978-3-551-68359-5
- Es sind Wölfe im Wald. Ellert & Richter 2019 ISBN 978-3-8319-0740-3
- Kalthaus. Ellert & Richter 2020. ISBN 978-3-8319-0751-9
- Die Frau aus dem Moor. Ellert & Richter 2021. ISBN 978-3-8319-0800-4
- Gespenster. Ellert & Richter 2023. ISBN 978-3-8319-0834-9.
- Zirkusblut. Ellert & Richter 2024. ISBN 978-3-8319-0857-8.
- Die Hexen von Polkwitz. 2025, ISBN 978-3-8319-0877-6.

## Filmografie
- 2006: Dieter – Der Film (Drehbuch, Regie: Michael Schaack und Toby Genkel)[7]
- 2007: Das doppelte Lottchen (Drehbuch, Regie: Toby Genkel)[7]

Zudem war Dieckmann in einer Episodenfolge der ORF-2-Doku-Serie Wir sind Österreich über Gerhard Haderer zu sehen. (Erstausstrahlung 1. Oktober 2010; Regie: Arne Sinnwell).
In einer Kurzreportage interviewt stern-Kollege Tobias Schülert 2008 Dieckmann in seiner Wohnung.